# San Ramón de la Nueva Orán
San Ramón de la Nueva Orán – miasto w Argentynie w prowincji Salta.
W 2006 roku miasto liczyło 66 tys. mieszkańców.